# Commersonia rugosa
Commersonia rugosa är en malvaväxtart som beskrevs av Ferdinand von Mueller. Commersonia rugosa ingår i släktet Commersonia och familjen malvaväxter. Inga underarter finns listade i Catalogue of Life.